# Olena Pidhroesjna
Olena Mychailivna Pidhroesjna (Oekraïens: Олена Михайлівна Підгрушна) (Legnica, 9 januari 1987) is een in Polen geboren Oekraïense biatlete. Ze vertegenwoordigde Oekraïne op de Olympische Winterspelen 2010 in Vancouver. Op de Olympische Winterspelen 2014 in het Russische Sotsji won ze een gouden medaille met de Oekraïense vrouwen-estafetteploeg.

## Carrière
Pidhroesjna maakte haar wereldbekerdebuut in maart 2007 in Lahti. In Pyeongchang nam de Oekraïense deel aan de wereldkampioenschappen biatlon 2009. Op dit toernooi eindigde ze als zestiende op de 20 kilometer individueel, tevens de eerste dat ze wereldbekerpunten scoorde. In december 2009 behaalde ze haar eerste toptienklassering. Tijdens de Olympische Winterspelen van 2010 was de beste prestatie van Pidhroesjna de twaalfde plaats op de 12,5 kilometer massastart, samen met Valj Semerenko, Oksana Chvostenko en Vita Semerenko eindigde ze als zesde op de 4x6 kilometer estafette.
Op de wereldkampioenschappen biatlon 2011 in Chanty-Mansiejsk was het beste resultaat van de Oekraïense de negentiende plaats op de 10 kilometer achtervolging. Op de 4x6 kilometer estafette veroverde ze samen met Valj en Vita Semerenko en Oksana Chvostenko de zilveren medaille. Het team werd later gediskwalificeerd vanwege een positieve dopingtest van Oksana Chvostenko en moest de medaille inleveren.

## Resultaten

### Olympische Spelen
| Jaar | Plaats    | Resultaten                                                                                                 |
| ---- | --------- | --- |
| 2010 | Vancouver | 32e 15 km individueel 18e 7,5 km sprint 12e 10 km achtervolging 32e 12,5 km massastart 6e 4x6 km estafette |

### Wereldkampioenschappen
| Jaar | Plaats           | Resultaten                                                                                                  |
| ---- | ---------------- | --- |
| 2009 | Pyeongchang      | 16e 15 km individueel DNF 4x6 km estafette                                                                  |
| 2011 | Chanty-Mansiejsk | 24e 15 km individueel 31e 7,5 km sprint 19e 10 km achtervolging 24e 12,5 km massastart DSQ 4x6 km estafette |

### Wereldbeker
Eindklasseringen
| Seizoen   | Algemeen      | Individueel   | Sprint        | Achtervolging | Massastart    |
| --------- | ------------- | ------------- | ------------- | ------------- | ------------- |
| 2008/2009 | 52e           | 28e           | 70e           | 52e           | -             |
| 2009/2010 | 29e           | -             | 31e           | 32e           | 26e           |
| 2010/2011 | 26e           | 21e           | 29e           | 26e           | 27e           |
| 2011/2012 | 32e           | 10e           | 36e           | 51e           | 30e           |
| 2012/2013 | 8e            | 19e           | 8e            | 4e            | 14e           |
| 2013/2014 | 29e           | 22e           | 20e           | 34e           | 31e           |
| 2014/2015 | Geen deelname | Geen deelname | Geen deelname | Geen deelname | Geen deelname |
| 2015/2016 | 7e            | 5e            | 7e            | 12e           | 7e            |
| 2016/2017 | 33e           | 5e            | 37e           | 55e           | 30e           |
| 2017/2018 | 52e           | -             | 61e           | 35e           | -             |

Wereldbekerzeges
| Nr.         | Datum           | Plaats          | Onderdeel        |
| Individueel | Individueel     | Individueel     | Individueel      |
| ----------- | --------------- | --------------- | ---------------- |
| 1.          | 9 februari 2013 | Nové Město (WK) | 7,5 km sprint    |
| 2.          | 5 februari 2016 | Canmore         | 7,5 km sprint    |
| Estafettes  |                 |                 |                  |
| 1.          | 7 januari 2009  | Oberhof         | 4x6 km estafette |
| 2.          | 3 januari 2013  | Oberhof         | 4x6 km estafette |
| 3.          | 7 december 2013 | Hochfilzen      | 4x6 km estafette |
| 4.          | 17 januari 2016 | Ruhpolding      | 4x6 km estafette |